# Portada/efemèride octubre 19
Salvador Giner
« 18 d'octubre · 19 d'octubre · 20 d'octubre »